# Quark t
El quark t, simbolitzat {\displaystyle t}, i també conegut com a quark cim o quark veritat (del nom anglès top o truth), és un partícula elemental i un dels elements fonamentals constitutius de la matèria. Igual que tots els altres cinc quarks, el quark t és un fermió amb espín –1⁄2, i experimenta les quatre forces fonamentals: la gravetat, l'electromagnetisme, la interacció feble, i la interacció forta. Presenta amb una càrrega elèctrica de +2⁄3  e, i és la partícula elemental més massiva mai observada de 172,9±1,5 GeV/c², que és aproximadament la mateixa massa que la de l'àtom de tungstè.
L'antipartícula del quark t és l'antiquark t', que només es diferencia perquè algunes de les seves propietats són d'igual magnitud però de signe oposat.
El quark t interacciona principalment mitjançant la força nuclear forta, però només pot desintegrar-se mitjançant la força nuclear feble. Gairebé de manera exclusiva, es desintegra en un bosó W i un quark b', però de vegades també pot desintegrar-se en un quark s', i en rares ocasions també en un quark d. El model estàndard de partícules prediu la seva vida mitjana en uns 5 × 10−25 s.

## Història

El model estàndard de física de partícules sosté que tota la matèria està formada per un petit alfabet de partícules elementals que consisteix en sis quarks i sis leptons. Els físics estaven convençuts que el quark t, el més pesant dels quarks, havia d'existir des de 1977, quan es descobrí el seu company de la 3a generació, el quark b.
El quark t es pot produir per col·lisions de protons contra antiprotons a grans velocitats que donen una parella d'un quark t i un antiquark t. Ambdós es desintegren ràpidament en diverses partícules filles. La millor manera de detectar el quark t és observar la seva desintegració en un bosó W i el quark més lleuger següent, el quark b. Un problema clau és el fet que els quarks b i els bosons W energètics també són inestables i es desintegren ràpidament en jets de partícules que típicament provenen de col·lisions de fons menys interessants. Identificar el quark t requeria distingir una signatura del quark t real de les dels processos de fons que poden imitar-ne una.

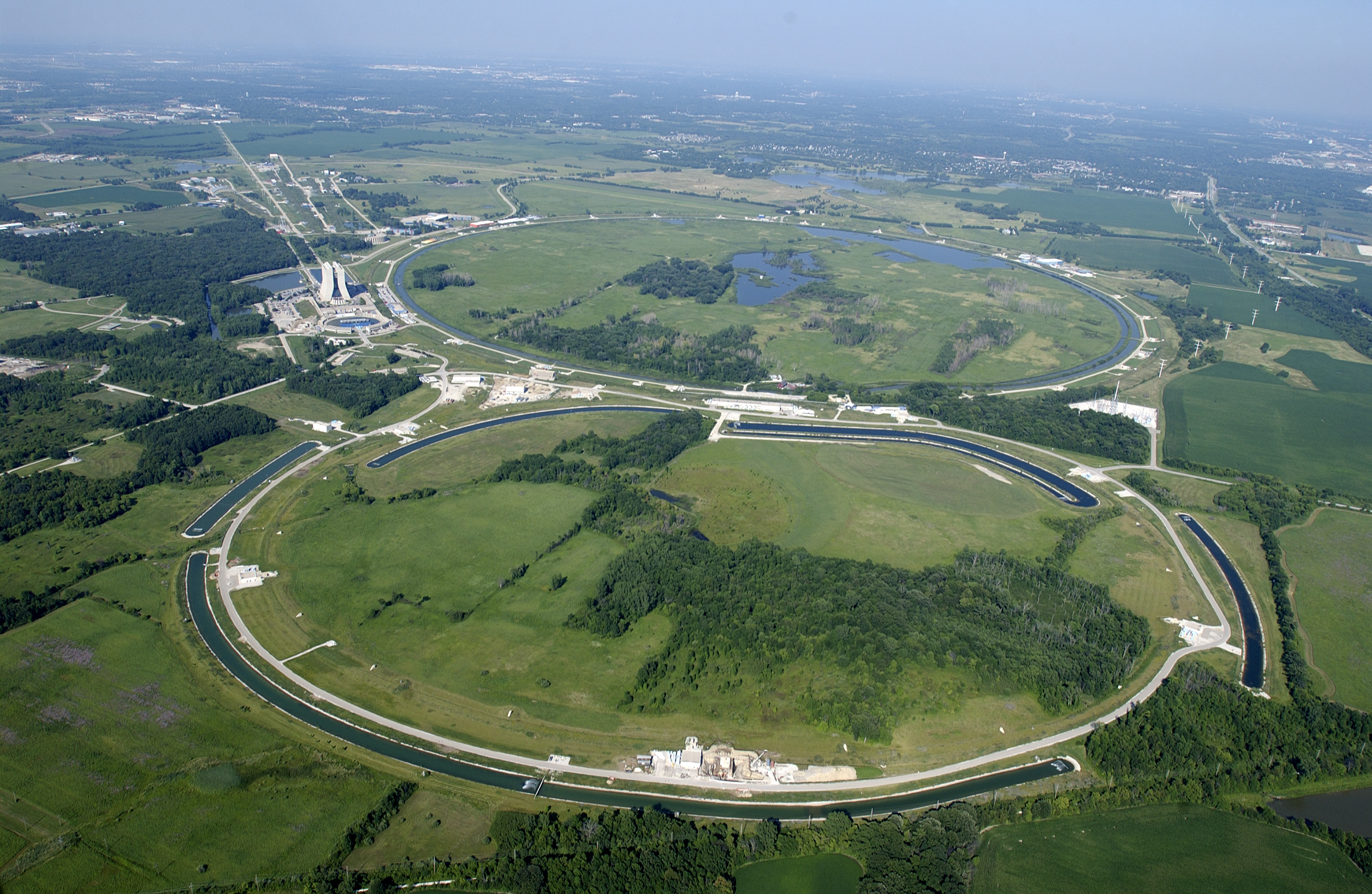
Tevatró al Fermilab a Batavia, Illinois.

El 1985, quan el col·lisionador Tevatró de Fermilab, Batavia, Illinois, es posà en funcionament per primera vegada, la recerca del quark t ja estava en marxa, però els primers esforços a l'accelerador lineal de Stanford (SLAC) i al DESY a Alemanya no donaren fruits. A finals de la dècada dels 1980 l'accelerador circular del CERN, en aquell moment l'accelerador més potent amb energies de fins a 315 GeV, tampoc havia aconseguit trobat el quark t. Tanmateix, els experiments havien determinat que la seva massa no podia ser inferior a 77 GeV, més enllà dels límits dels feixos d'energia de CERN.

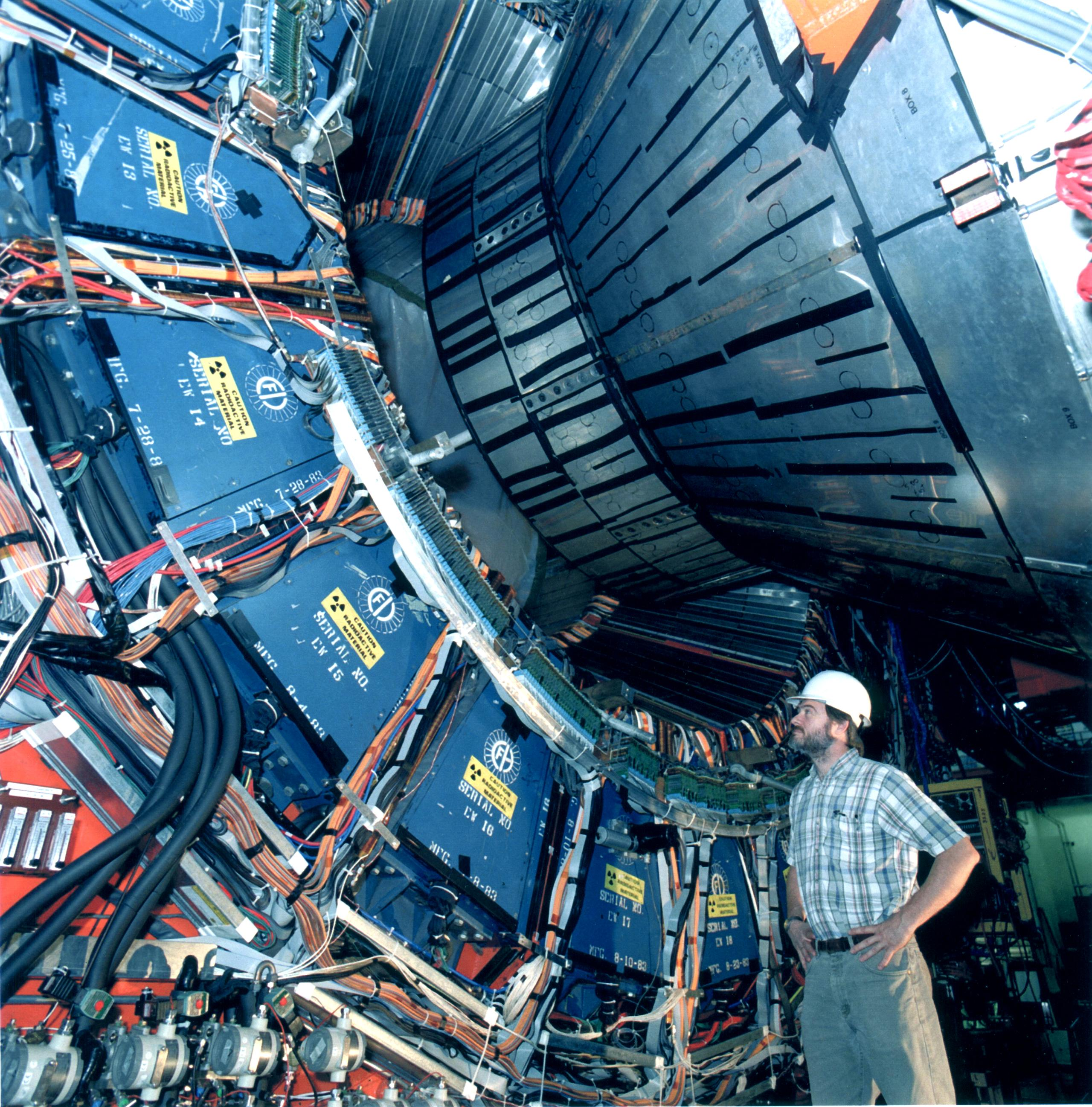
Vista del detector Collider Detector at Fermilab (CDF).

A la dècada de 1990, la recerca es desplaçà cap al Fermilab i els seus dos experiments principals: les col·laboracions de detectors CDF (Collider Detector at Fermilab) i D0. En el moment en què els investigadors començaren a obtenir dades el 1992, el límit de la massa del quark t s'havia elevat a 91 GeV. Al llarg d'una dècada, les dues col·laboracions construïren instruments enormes i complicats per aïllar la signatura del quark t. Per fer-ho, les dues col·laboracions filtraren els productes de les col·lisions de protons i antiprotons a energies de 1 800 GeV (per fusió de gluons o per anihilació quark-antiquark), que produïren la reacció:
{\displaystyle p+{\bar {p}}\longrightarrow t+{\bar {t}}}
Després d'una anàlisi intensiva i escrutini, els resultats finals, publicats gairebé un any després que els investigadors anunciaren l'evidència de la detecció del quark t l'abril de 1994. En publicacions simultànies l'abril de 1995, tots dos equips informaren del descobriment amb una probabilitat inferior a una entre 500 000 que els resultats es poguessin explicar per altres processos. La massa extremadament gran del quark t –el valor actual és de 172,69 GeV/c², similar a la massa d'un nucli de tungstè, que conté 197 protons i neutrons– suggereix que pot ser fonamentalment diferent dels altres quarks. La immensa massa del quark t fa que les seves desintegracions siguin terreny fèrtil per a noves investigacions de partícules.

## Producció
La producció del quark t pot dur-se a terme mitjançant una reacció que impliqui la força nuclear forta o una amb la força nuclear feble.

### Mitjançant força nuclear forta

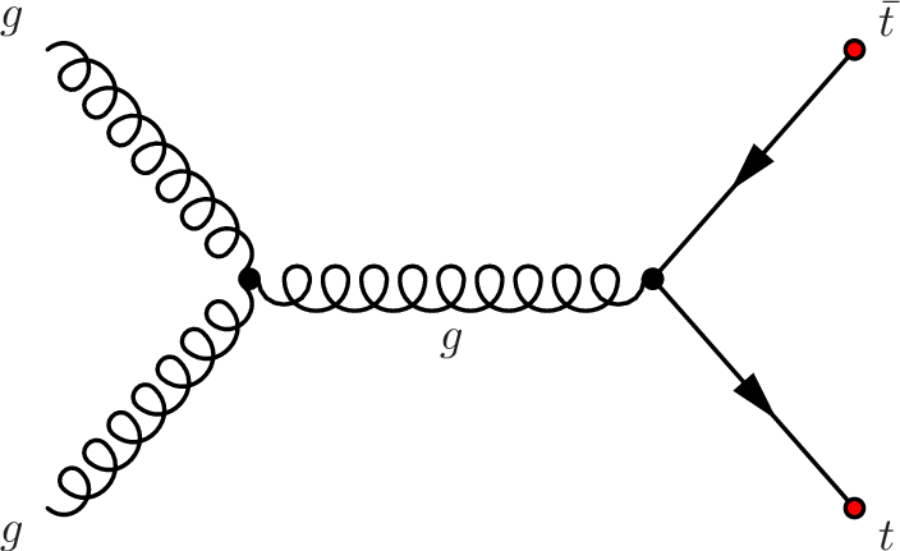
Fusió de dos gluons.
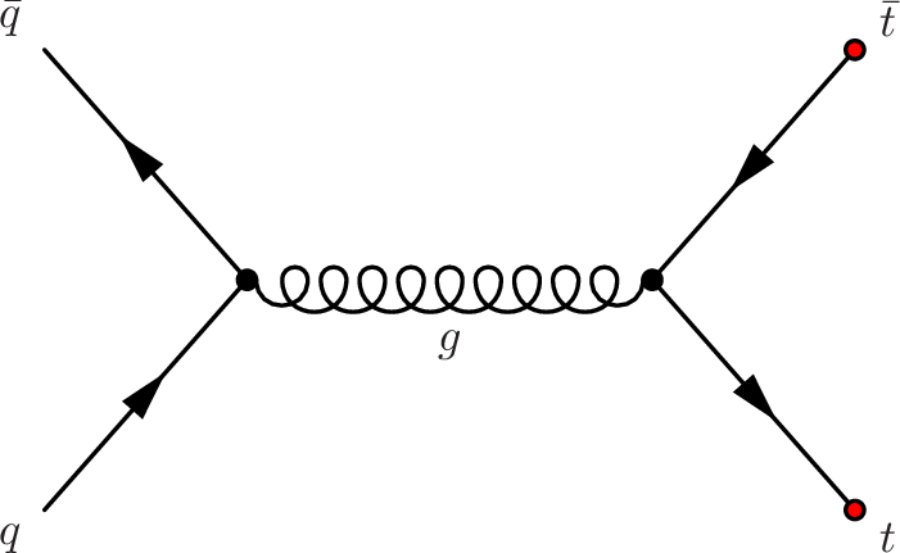
Anihilació d'una parella quark-antiquark.

Aquest mètode de producció de quarks t fou l'emprat en el seu descobriment al Tevatró del Fermilab i posteriorment al CERN al LHC (Gran Col·lisionador d'Hadrons). Mitjançant l'anihilació de parelles protó-antiprotó llançats a grans velocitats els uns contra els altres. Per acció de la força nuclear forta es pot produir una fusió de dos gluons (80 % dels casos al LHC del CERN) o l'anihilació d'una parella quark-antiquark (85 % dels casos al Tevatró del Fermilab). En ambdós casos s'obté una parella de quark t i antiquark t que, ràpidament, es desintegren.

### Mitjançant la força nuclear feble
Hi ha tres modes de producció d'un únic quark t que impliquen la força nuclear feble:

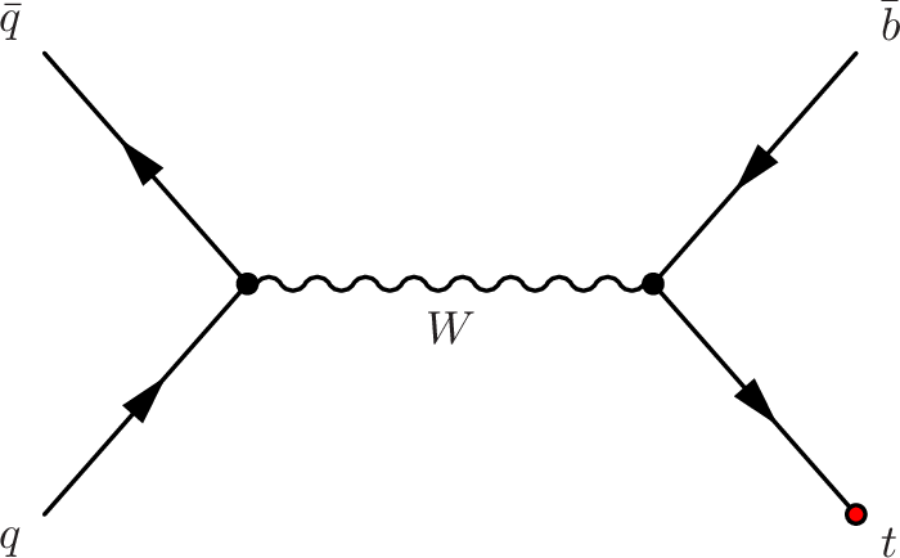
Canal s.
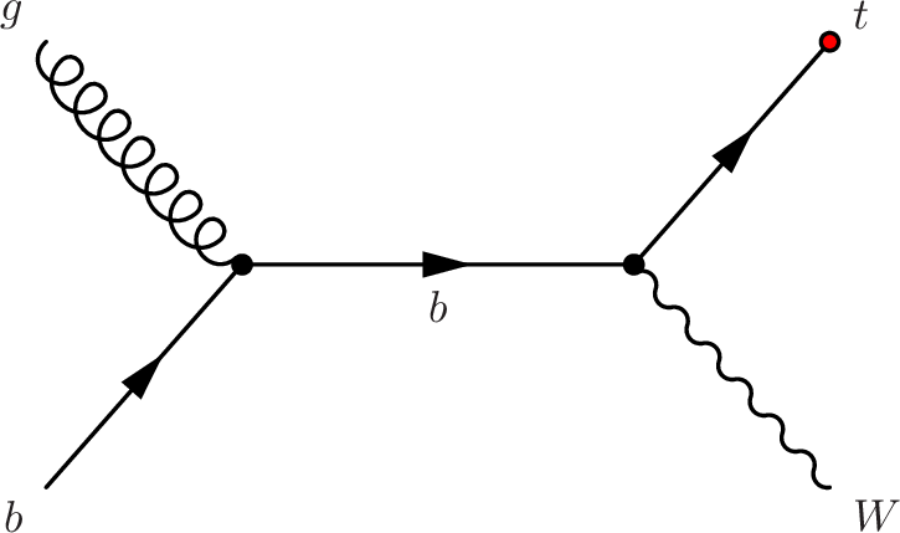
Canal tW.
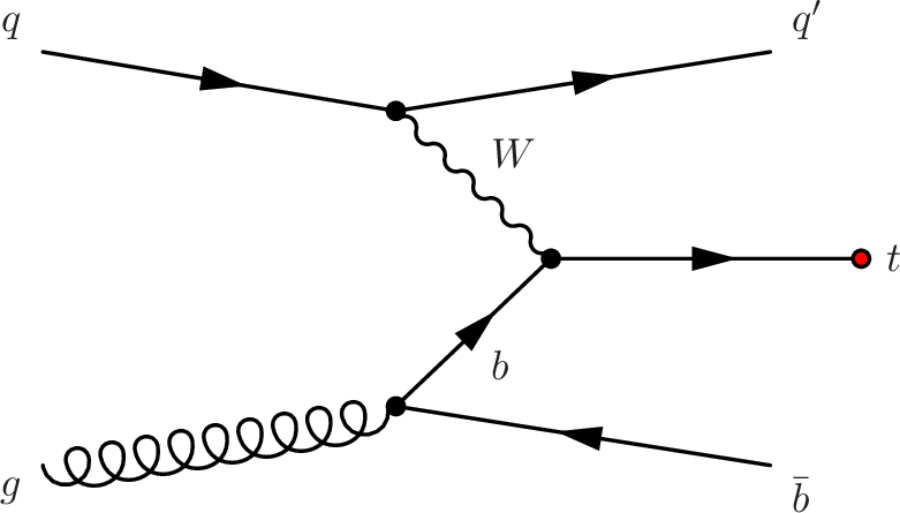
Canal t.

- Canal s: la col·lisió d'un quark amb un antiquark genera un bosó W virtual, que decau a una parella quark-antiquark {\displaystyle t{\bar {b}}}. És el canal que menys contribueix a la formació d'un únic quark t, amb un 4 % de probabilitat.
- Producció d'una parella tW: l'estat final és una parella d'un fermió t amb un bosó W. La seva contribució és del 20 %.
- Canal t: és la manera que més hi contribueix, amb un 75 %. També rep el nom de fusió W gluó, atès que el bosó W col·lideix amb un quark b del mar de quarks del protó prèviament generat per un gluó, produint finalment un quark t.[8]

## Propietats
El quark t és el quark més massiu (mt ~ 172,69 GeV/c²), una massa força gran. És 184 vegades més massiu que un àtom d'hidrogen (que conté un sol protó), unes 18 vegades més que una molècula d'aigua i pràcticament té la mateixa massa que la d'un àtom de tungstè.
Té una càrrega elèctrica de +⅔e, essent e la càrrega elèctrica elemental 1,602 × 10–19 C, igual que els quarks u i c. Com els electrons i la resta de quarks, se suposa que és una partícula puntual, això és, no té volum. L'espín del quark t val ½, l'isoespín 0, el nombre bariònic ⅓ i el nombre quàntic veritat T = 1. Els seus nombres quàntics estranyesa S, encant C i bellesa B valen zero. Com la resta de quarks no existeix aïllat, ni se'l pot aïllar, i es presenta combinat amb d'altres, formant mesons de dos quarks i barions de tres quarks. Les propietats del quark t figuren a la següent taula i es comparen amb les dels altres quarks.
| Nom     | Símbol | Espín | Component de l'isoespín, I₃ | Càrrega elèctrica (e) | Nombre bariònic | Estranyesa, S | Encant, C | Bellesa, B | Veritat, T | Massa (GeV/c²) |
| ------- | ------ | ----- | --------------------------- | --------------------- | --------------- | ------------- | --------- | ---------- | ---------- | -------------- |
| Quark u | u      | 1/2   | +1/2                        | +2/3                  | 1/3             | 0             | 0         | 0          | 0          | 0,002 16       |
| Quark d | d      | 1/2   | –1/2                        | –1/3                  | 1/3             | 0             | 0         | 0          | 0          | 0,004 67       |
| Quark s | s      | 1/2   | 0                           | –1/3                  | 1/3             | –1            | 0         | 0          | 0          | 0,0934         |
| Quark c | c      | 1/2   | 0                           | +2/3                  | 1/3             | 0             | +1        | 0          | 0          | 1,27           |
| Quark b | b      | 1/2   | 0                           | –1/3                  | 1/3             | 0             | 0         | –1         | 0          | 4,18           |
| Quark t | t      | 1/2   | 0                           | +2/3                  | 1/3             | 0             | 0         | 0          | +1         | 172,69         |

L'antipartícula del quark t és l'antiquark t, que només es diferencia perquè algunes de les seves propietats són d'igual magnitud, però de signe oposat: així la càrrega elèctrica que el quark t la té de +⅔e i l'antiquark t de –⅔e, el nombre bariònic de l'antiquark b és –⅓ i el nombre quàntic veritat 1.

## Desintegració
A causa de la vida mitjana extremadament curta del quark t (τ ~ 0,5 × 10–24 s), els detectors només poden mesurar els seus productes de desintegració. El quark t es desintegra en un quark amb càrrega elèctrica negativa (d, s o b). En un quark b el 99,82 % de les vegades, en un quark s 0,17 % i en un quark d 0,007 %, i un bosó W+, que al seu torn pot desintegrar-se en un leptó més un neutrí o en una parella de quarks lleugers. Per altra banda, el quark b generat no pot estar lliure, i es combina amb parelles de quarks i antiquarks que s'originen del buit produint raigs de partícules. L'antiquark t es desintegra en un antiquark b (majoritàriament, o antiquark s o antiquark d) i un bosó W–:
{\displaystyle t\longrightarrow b+W^{+},\quad {\bar {t}}\longrightarrow {\bar {b}}+W^{-}}

## Mesons i barions
És àmpliament acceptat que el quark t no té cap probabilitat de formar mesons (partícula formada per dos quarks) de cap tipus, ni cap barió (partícula formada per tres quarks), ja que el quark t es desintegra amb una velocitat tan elevada que no permet una òrbita única de l'estat lligat. Càlculs inicials basats en un quark t relativament lleuger han demostrat que l'observabilitat d'estats lligats {\textstyle t{\bar {t}}} seria possible només en una finestra estreta de valors de la massa. Estimacions posteriors han demostrat que només hi ha una probabilitat reduïda de crear un estat lligat {\textstyle t{\bar {t}}} per a masses superiors del quark t. A partir d'aquests resultats, es pot inferir que fins i tot la possibilitat de formar un mesó format per un sol quark t i un més lleuger és baixa.